# Dan Howell
Daniel James Howell, detto Dan (Wokingham, 11 giugno 1991), è un conduttore radiofonico e youtuber inglese, principalmente noto per la sua attività su YouTube attraverso il canale daniel howell ("danisnotonfire" fino ad Aprile 2017), che ha raggiunto 6 milioni di iscritti. Insieme a Phil Lester ha condotto il programma Dan and Phil su BBC Radio 1 dal gennaio 2013 all'agosto 2014.

## Biografia
Howell nasce a Wokingham, nel Berkshire. Ha un fratello più piccolo.
Prima di iniziare il suo canale YouTube, lavora per la catena di negozi Focus DIY all'età di 16 anni, e in seguito per i supermercati Asda. Dopo aver frequentato The Forest School, Howell si reca alla University of Manchester nel 2010 per studiare giurisprudenza, ma abbandona gli studi per perseguire la carriera di video blogger professionista.
Dall'agosto 2012 vive a Londra con il migliore amico e collega, sia YouTuber che presentatore radiofonico per BBC Radio 1, Phil Lester.
Il 13 giugno 2019 ha fatto coming out come gay e queer tramite un video sul suo canale YouTube. In questo video, inoltre, Howell ha rivelato che lui e Phil Lester sono stati romanticamente coinvolti, ma non ha specificato il loro rapporto attuale, dichiarando "sono una persona che preferisce tenere i dettagli della propria vita personale privati. E lo è anche Phil." Ha però affermato che i due sono "veri migliori amici, compagni di vita, cioè, vere e proprie anime gemelle".

## Carriera

### YouTube
Howell carica il suo primo video YouTube intitolato "HELLO INTERNET" il 16 ottobre 2009. Howell viene incoraggiato da Phil a continuare a caricare video sul sito.
Nel 2010 e 2011, Howell e Lester partecipano alla trasmissione in diretta internet di 24 ore Stickaid, per raccogliere fondi per l'UNICEF.
Nel 2012, Howell vince la competizione YouTube del SuperNote ideata dai colleghi Rhett and Link
Howell compare nella video serie Becoming creata da Benjamin Cook.
Scrive un blog per The Huffington Post, in cui parla del processo creativo dietro la pubblicazione dei suoi video.
Howell e Lester collaborano sul canale YouTube My Damn Channel, con un programma noto come The Super Amazing Project, nel quale investigano su eventi del paranormale. Nell'ottobre del 2014, annunciano l'abbandono del progetto, che verrà continuato da un altro duo, per concentrarsi sul programma radiofonico sull'emittente BBC Radio 1.
Il 12 settembre 2014, Phil Lester e Dan Howell pubblicano il loro primo video sul nuovo canale YouTube, DanandPhilGAMES. L'8 marzo 2015 il canale raggiunge un milione di iscritti. Il 5 marzo 2016 il canale raggiunge due milioni di iscritti.
Nel novembre 2014, Howell vince il Lovie Internet Video Personality of the Year.
Il 1 aprile 2015, Howell e Lester danno vita ad un canale YouTube spin-off, DanAndPhilCRAFTS, che funge da pesce d'aprile. Sebbene vi sia un solo video, volutamente con un montaggio di scarsa qualità, che mostra un tutorial per creare un fiocco di neve origami, raggiunge più di 154,000 iscritti e un totale di 500,000 visualizzazioni in una settimana.
Il 1 aprile 2016, Howell e Lester caricano, sempre su questo canale, un altro video simile al primo, che spiega come creare delle faccine glitter. Il canale si sta avvicinando ai 500.000 iscritti e oltre 2 milioni di visualizzazioni.
Nell'agosto del 2015, il suo principale canale YouTube, danisnotonfire, raggiunge 5 milioni di iscritti e 344 milioni di visualizzazioni.

### BBC Radio 1
Nel gennaio 2013, Howell e Lester diventano presentatori radiofonici per BBC Radio 1, con un programma in onda le domeniche sera. Avevano precedentemente lavorato per la stazione producendo video per il loro canale YouTube, in occasione del Edinburgh Festival Fringe e di due programmi natalizi. Lo show era designato per essere interattivo con gli ascoltatori, mostrando loro video musicali amatoriali, giochi in diretta e riproduzione di canzoni su richiesta. Quattro mesi dopo vincono il premio Sony Golden Headphones.
Howell e Lester presentano i Teen Choice Awards nel 2013 e nel 2014, nella edizione trasmessa sulla radio.
Nell'agosto 2014, è annunciato che l'ultimo Dan and Phil show sarebbe stato trasmesso il 24 agosto, data l'intenzione di crearne uno nuovo durante i lunedì notte, che vede comparire diversi video blogger di fama. Il nuovo show è noto come The Internet Takeover, che vede Howell e Lester ancora come conduttori principali il primo lunedì di ogni mese. Lo show si è concluso nell'aprile del 2016.

### Televisione e film
Nel 2013 e nel 2014, Howell e Lester sono i presentatori del backstage dei Brit Awards.
Nel 2015, Howell, insieme a Lester, ottengono un cameo nel doppiaggio del film Disney Big Hero 6 come il Tecnico 1 & 2, tuttavia la loro partecipazione è presente solo nella versione britannica del film.

### The Amazing Book Is Not On FireeThe Amazing Tour Is Not On Fire
Il 26 marzo 2015, Howell e Lester annunciano di aver scritto un libro intitolato The Amazing Book Is Not On Fire tramite la pubblicazione di un booktrailer sul canale danisnotonfire, che sarebbe stato pubblicato I'8 ottobre dello stesso anno da parte delle case editrici Ebury Press e Random House Children's Books. Per pubblicizzare il libro, rendono pubbliche le date di un tour per tutto il Regno Unito nell'ottobre e novembre 2015, noto come "The Amazing Tour Is Not On Fire". Il 22 aprile 2016 i due partono per una seconda edizione del "The Amazing Tour Is Not On Fire", questa volta negli USA e in Canada, il cui ultimo spettacolo è previsto per il 23 giugno.

## Premi e riconoscimenti
| Anno | Premio                                        | Candidato                   | Risultato       |
| ---- | --------------------------------------------- | --------------------------- | --------------- |
| 2013 | Sony Golden Headphones Award                  | Dan and Phil on BBC Radio 1 | Vincitore/trice |
| 2014 | Teen Choice Award - Web Collaboration         | The Photo Booth Challenge   | Candidato/a     |
| 2014 | Lovie Internet Video Person of the Year Award | Dan Howell                  | Vincitore/trice |